# Woda swoista
Woda swoista (zwana też wodą specyficzną) – woda lecznicza zawierająca co najmniej jeden składnik farmakologicznie czynny. Czynnik taki (lub czynniki) nie może występować w ilościach niższych niż współczynniki farmakodynamiczne tych składników.